# فروآنفلد
شهر فروآنفلد  در بخش فروآنفلد در ایالت تورگو در کشور سوئیس واقع شده‌است که ۲۲٬۰۰۰ نفر جمعیت دارد.

## نگارخانه

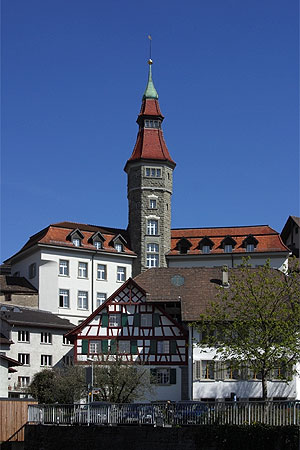
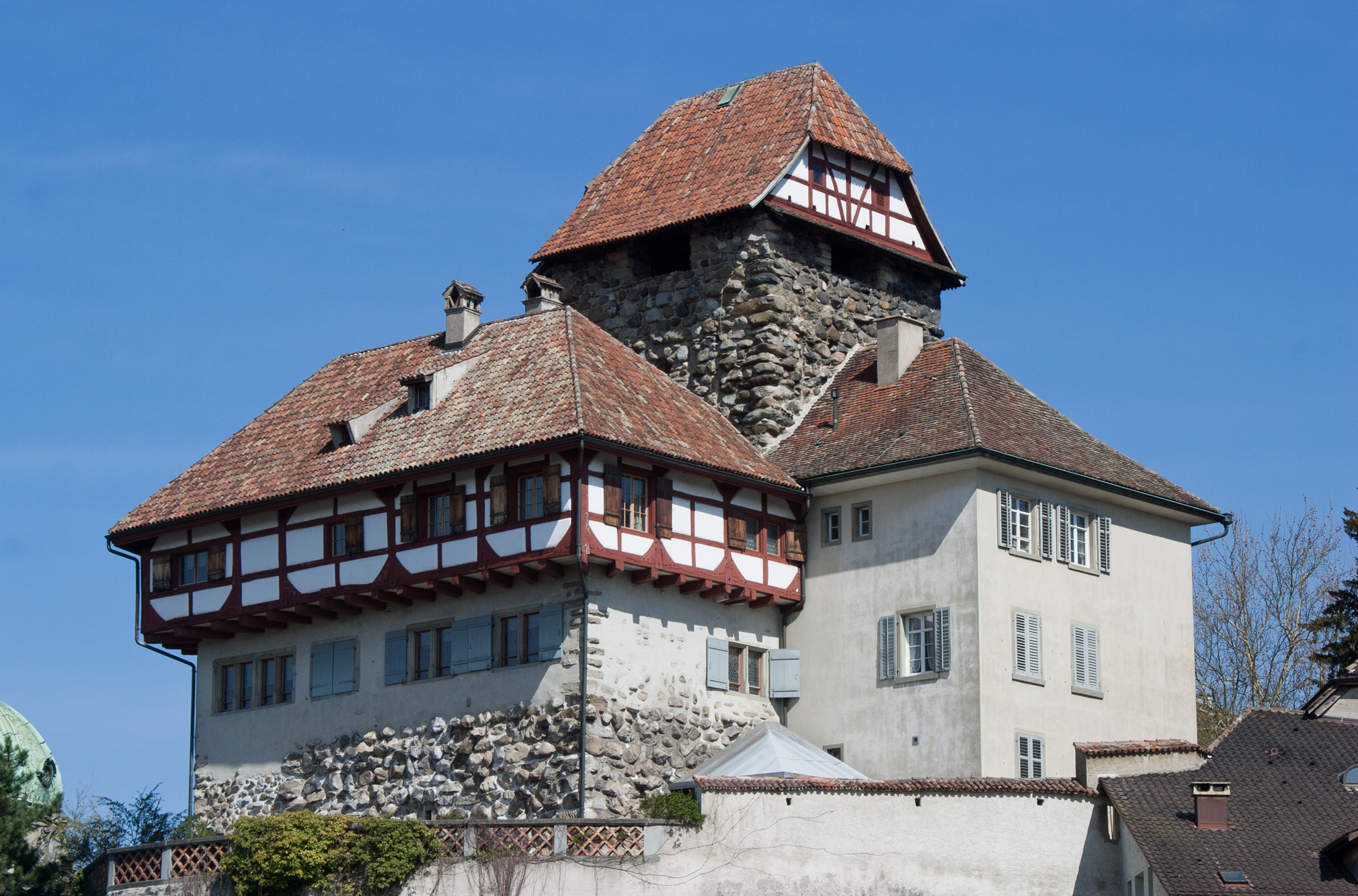